# Asia Rugby Championship 2015
L’Asia Rugby Championship 2015 (in inglese 2015 Asia Rugby Championship) fu la 1ª edizione dell'Asia Rugby Championship organizzato da Asia Rugby, nonché in assoluto il 28º campionato asiatico di rugby a 15.
Nato sulle ceneri dell'Asian Five Nations, soppresso nel 2014 dopo che la banca d'affari hongkonghese HSBC non rinnovò il contratto di sponsorizzazione del torneo, vide ai nastri di partenza, con una nuova formula, le tre migliori squadre dell'Asian Five Nations 2014 (nell'ordine Giappone, Hong Kong e Corea del Sud).
Per quanto riguarda le divisioni inferiori, l'edizione 2015 della prima divisione si tenne a Bocaue (Filippine), la seconda a Petaling Jaya (Malaysia), la terza a Jounieh (Libano, divisione occidentale), Tashkent (Uzbekistan, divisione centrale) e Giacarta (Indonesia, divisione orientale).
La squadra prima classificata del girone superiore è campione d'Asia, mentre quelle dalle divisioni dalla seconda alla quarta avanzano alla divisione superiore.
Le ultime classificate delle divisioni a seguire retrocedono in quella inferiore.
Alla squadra vincitrice della prima divisione è data la facoltà di sfidare l'ultima classificata della divisione superiore per prendere il suo posto nell'edizione successiva del torneo; tale spareggio, nell'eventualità che esso venga richiesto, si disputa in gara unica.
La divisione superiore si disputò con un girone all'italiana con gare di andata e ritorno e metodo di punteggio dell’Emisfero Sud con la variante dei 5 punti a vittoria invece di 4; rimanevano invariati gli altri punteggi (2 per il pareggio, 0 per la sconfitta e un punto di bonus nel caso vi fosse sconfitta con meno di 8 punti di scarto e uno ulteriore alla squadra o alle squadre che marchino 4 mete).
Il torneo maggiore fu vinto dal Giappone, per la ventitreesima volta campione asiatico; a titolo statistico, si trattò della prima volta in cui i nipponici vinsero il torneo senza fare l'en plein, in quanto l'ultimo incontro, che si tenne a Hong Kong contro la locale compagine, fu dichiarato annullato per pioggia e terminato sul punteggio di 0-0; i tre punti conquistati da Hong Kong in tale occasione le servirono a scavalcare la Corea del Sud (contro la quale aveva perso in casa 26-33 per poi vincere a Incheon per 38-37) e terminare al secondo posto e relegando i coreani all'eventualità di uno spareggio contro i vincitori della prima divisione dello Sri Lanka.
Tuttavia, problemi finanziari impedirono alla formazione srilankese di disputare lo spareggio, garantendo quindi il posto in Top 3 della Corea del Sud anche per la stagione successiva.
Ultima classificata della prima divisione fu Singapore, retrocessa in seconda divisione rimpiazzata dalla Malaysia, campione con tre vittorie su altrettanti incontri nel proprio torneo.

## Squadre partecipanti
| Top Three     | Divisione 1 | Divisione 2         | Divisione 3   | Divisione 3      | Divisione 3     |
| Top Three     | Divisione 1 | Divisione 2         | Divisione Est | Divisione Centro | Divisione Ovest |
| ------------- | ----------- | ------------------- | ------------- | ---------------- | --------------- |
| Corea del Sud | Filippine   | Emirati Arabi Uniti | Giordania     | India            | Cina            |
| Giappone      | Kazakistan  | Malaysia            | Libano        | Uzbekistan       | Guam            |
| Hong Kong     | Singapore   | Taipei cinese       | Iran          |                  | Indonesia       |
|               | Sri Lanka   | Thailandia          |               |                  |                 |

## Top Three
| Arbitro: | Tim Baker |

|                              |      |                                                                                               |
| Seong Min 11’, 15’ 68’ Namuk | mt   | 24’, 71’ Hopgood 32’ Matsui 38’ tecnica 46’ Hesketh 53’ Fujita 62’ Tamura 74’ Holani 78’ Ives |
| Youn-hyung 11’, 15’, 68’     | tr   | 24’, 38’, 74’, 78’ Gorōmaru                                                                   |
| Youn-hyung 6’, 36’, 48’      | c.p. | 2’ Gorōmaru                                                                                   |

| Arbitro: | Paul McKay |

|                                                        |      |                                               |
| T. McQueen 15’ 45’ Aikman 56’ A. McQueen 71’ Kam Shing | mt   | 4’, 39’ Seong Min 10’, 25’ Bin 49’ Yong Heung |
| McAdam 15’ 45’, 71’ Rowark                             | tr   | 10’ Youn-hyung                                |
|                                                        | c.p. | 32’, 41’ Youn-hyung                           |

| Arbitro: | Norman Drake |

|                                                                           |    |  |
| Yamada 15’, 48’ Hesketh 27’ Thompson 31’ Tamura 43’ Holani 64’ Fujita 72’ | mt |  |
| Gorōmaru 15’, 27’, 64’                                                    | tr |  |

| Arbitro: | Matt Rodden |

| |      |                |
| Fukuoka 1’, 64’, 79’ Tatekawa 16’ Hesketh 24’, 60’ Gorōmaru 29’ Hatakeyama 39’ Holani 52’ Thompson 72’ | mt   | 11’ Bin        |
| Gorōmaru 1’, 24’, 29’, 52’, 60’, 64’, 72’, 79’                                                         | tr   | 11’ Han Gyul   |
| | c.p. | 49’ Youn-hyung |

| Arbitro: | Rui Shimizu |

|                                                     |      |                                                              |
| Jeong Min 11’, 22’ 17’ Bin 41’ Yong Heung 74’ Namuk | mt   | 19’, 80+2’ Kam Shing 38’ Fenn 62’ Spitz 71’ Dywer 78’ Hewson |
| Oh Youn-hyung 11’, 22’, 41’                         | tr   | 19’ Rimen 71’, 78’, 80+2’ Rowark                             |
| Youn-hyung 58’                                      | c.p. |                                                              |
| Youn-hyung 68’                                      | drop |                                                              |

| Hong Kong 23 maggio 2015, ore 16 UTC+8 | Hong Kong     | 0 – 0 referto | Giappone | Aberdeen Sports Ground\| Arbitro: \| Chris Linwood \| |
| Arbitro:                               | Chris Linwood |               |          |                                                       |

### Classifica
|  | Squadra       | G | V | N | P | P+  | P-  | diff. | B | PT |
|  | ------------- | - | - | - | - | --- | --- | ----- | - | -- |
|  | Giappone      | 4 | 3 | 1 | 0 | 163 | 40  | +123  | 3 | 21 |
|  | Hong Kong     | 4 | 1 | 1 | 2 | 64  | 111 | -47   | 3 | 11 |
|  | Corea del Sud | 4 | 1 | 0 | 3 | 110 | 186 | -76   | 3 | 8  |

## 1ª divisione
|  | Semifinali | Semifinali | Semifinali |           |           | Finale          | Finale          | Finale          |  |
|  |            |            |            |           |           |                 |                 |                 |  |
|  | Sri Lanka  | Sri Lanka  | 35         |           |           |                 |                 |                 |  |
|  | Sri Lanka  | Sri Lanka  | 35         |           |           |                 |                 |                 |  |
|  | Kazakistan | Kazakistan | 14         |           |           |                 |                 |                 |  |
|  | Kazakistan | Kazakistan | 14         |           | Sri Lanka | Sri Lanka       | 27              |                 |  |
|  |            |            |            |           | Sri Lanka | Sri Lanka       | 27              |                 |  |
|  |            |            | Filippine  | Filippine | 14        |                 |                 |                 |  |
|  | Filippine  | Filippine  | Filippine  | Filippine | 14        | 20              |                 |                 |  |
|  | Filippine  | Filippine  |            |           |           | 20              |                 |                 |  |
|  | Singapore  | Singapore  | 17         |           |           | Finale 3º posto | Finale 3º posto | Finale 3º posto |  |
|  | Singapore  | Singapore  | 17         |           |           |                 |                 |                 |  |
|  |            |            |            |           |           |                 |                 |                 |  |
|  |            |            |            |           |           | Kazakistan      | Kazakistan      | 32              |  |
|  |            |            |            |           |           | Kazakistan      | Kazakistan      | 32              |  |
|  |            |            |            |           |           | Singapore       | Singapore       | 12              |  |

## 2ª divisione
| Data      | Incontro                            | Risultato | Sede          |
| --------- | ----------------------------------- | --------- | ------------- |
| 10-5-2015 | Thailandia ― Emirati Arabi Uniti    | 22-53     | Petaling Jaya |
| 10-5-2015 | Malaysia ― Taipei cinese            | 46-13     | Petaling Jaya |
| 13-5-2015 | Taipei cinese ― Thailandia          | 29-24     | Petaling Jaya |
| 13-5-2015 | Malaysia ― Emirati Arabi Uniti      | 20-19     | Petaling Jaya |
| 16-5-2015 | Taipei cinese ― Emirati Arabi Uniti | 12-16     | Petaling Jaya |
| 16-5-2015 | Malaysia ― Thailandia               | 53-7      | Petaling Jaya |

|  | Classifica          | G | V | N | P | P+  | P-  | diff. | B | PT |
|  | ------------------- | - | - | - | - | --- | --- | ----- | - | -- |
|  | Malaysia            | 3 | 3 | 0 | 0 | 119 | 39  | +80   | 2 | 17 |
|  | Emirati Arabi Uniti | 3 | 2 | 1 | 0 | 88  | 64  | +24   | 2 | 12 |
|  | Taipei cinese       | 3 | 1 | 2 | 0 | 64  | 86  | –22   | 0 | 6  |
|  | Thailandia          | 3 | 0 | 3 | 0 | 53  | 135 | –82   | 1 | 1  |

## 3ª divisione

### Ovest
| Data      | Incontro           | Risultato | Sede    |
| --------- | ------------------ | --------- | ------- |
| 14-4-2015 | Libano ― Giordania | 71-3      | Jounieh |
| 16-4-2015 | Iran ― Giordania   | 49-3      | Jounieh |
| 18-4-2015 | Libano ― Iran      | 27-8      | Jounieh |

|  | Classifica | G | V | N | P | P+ | P-  | diff. | B | PT |
|  | ---------- | - | - | - | - | -- | --- | ----- | - | -- |
|  | Libano     | 2 | 2 | 0 | 0 | 98 | 11  | +87   | 1 | 11 |
|  | Iran       | 2 | 1 | 0 | 1 | 57 | 30  | +27   | 1 | 6  |
|  | Giordania  | 2 | 0 | 2 | 0 | 6  | 120 | –114  | 0 | 0  |

### Centro
| Data      | Incontro           | Risultato | Sede     |
| --------- | ------------------ | --------- | -------- |
| 27-5-2015 | Uzbekistan ― India | 8-31      | Tashkent |
| 30-5-2015 | Uzbekistan ― India | 32-15     | Tashkent |

|  | Classifica | G | V | N | P | P+ | P- | diff. | B | PT |
|  | ---------- | - | - | - | - | -- | -- | ----- | - | -- |
|  | India      | 2 | 1 | 0 | 1 | 46 | 40 | +6    | 0 | 5  |
|  | Uzbekistan | 2 | 1 | 0 | 1 | 40 | 46 | -6    | 0 | 5  |

### Est
| Data      | Incontro         | Risultato | Sede     |
| --------- | ---------------- | --------- | -------- |
| 7-6-2015  | Indonesia ― Guam | 6-17      | Giacarta |
| 10-6-2015 | Guam ― Cina      | 34-17     | Giacarta |
| 13-6-2015 | Indonesia ― Cina | 21-47     | Giacarta |

|  | Classifica | G | V | N | P | P+ | P- | diff. | B | PT |
|  | ---------- | - | - | - | - | -- | -- | ----- | - | -- |
|  | Guam       | 2 | 2 | 0 | 0 | 51 | 23 | +28   | 1 | 11 |
|  | Cina       | 2 | 1 | 0 | 1 | 64 | 55 | +9    | 1 | 6  |
|  | Indonesia  | 2 | 0 | 0 | 2 | 27 | 64 | –37   | 0 | 0  |